# رشته‌کوه کیلاخ
رشته‌کوه کیلاخ (روسی: Кыллахский хребет) یک رشته‌کوه در یاقوتستان کشور روسیه است.